# Betty Smithová
Betty Smithová rozená Elizabeth Lillian Wehner (15. prosince 1896 New York – 17. ledna 1972 Shelton, Connecticut) byla americká spisovatelka, její rodina byla německého původu.
Prvním a nejznámějším dílem Betty Smithové je V Brooklynu roste strom (A Tree Grows in Brooklyn, 1943). Román se umístil na prvním místě amerického seznamu bestsellerů, přičemž získal Pulitzerovu cenu. V roce 1945 Elia Kazan knihu zfilmoval a herec James Dunn za roli v tomto stejnojmenném filmu získal Oscara za nejlepší mužský herecký výkon ve vedlejší roli, rovněž Peggy Ann Garnerové byla udělena Cena pro mladé herce. Jevištní verze vznikla v roce 1951 a hrála se na Broadwayi.
Kromě toho Betty Smithová mimo jiné napsala romány Tomorrow will be better (1947), Maggie-Now (1949) a Joy in the Morning (1963).
Česky vyšel pouze román V Brooklynu roste strom, stalo se tak v roce 1948. Knihu přeložil Alois Josef Šťastný a vydala jen Družstevní práce. Podruhé tato kniha vyšla v roce 1970 v nakladatelství Práce.